# 황금시대 (2009년 영화)
《황금시대》는 대한민국의 김성호, 김은경, 남다정, 양해훈, 이송희일, 채기, 최익환, 윤성호, 김영남, 권종관 감독이 돈을 소재로 제작한 10부작 영화이다.

## 줄거리

### 동전 모으는 소년
자신만의 소박한 꿈을 이루기 위해 동전을 모으는 소년의 이야기를 그린 단편 영화이다.

### 페니 러버
한 여자가 알 수 없는 감정을 정리하다가 10원짜리 동전을 놓고 갈등하는 심리를 그린 단편 영화이다.

### 백 개의 못, 사슴의 뿔
공장에서 일한 여성 노동자가 월급을 받으려고 중년 사장을 만나면서 벌어진 이야기를 그린 단편 영화이다.

### 톱
고단한 하루를 마무리 하려는 철물점 남자와 톱을 찾는 한 여자와 만나면서 벌어지는 이야기를 그린 단편 영화이다.

### 담뱃값
공원에 나온 기자와 담배를 피우는 여중생이 만나면서 벌어지는 이야기를 그린 단편 영화이다.

### 시트콤
나이트 클럽 안에서 인디언 남자 2명과 상속녀가 한방에 모이면서 벌어진 이야기를 그린 단편 영화이다.

### 신 자유 청년
고시원 총무가 많은 돈을 가지게 되면서 많은 파장이 일어나는 이야기를 그린 단편 영화이다.

### 불안
직장과 주식을 잃고 1억을 날린 후에 벼랑 끝에 몰린 한 가정의 이야기를 그린 단편 영화이다.

### 가장 빨리 달리는 남자
집 없는 방랑자의 일상을 그린 단편 영화이다.

### 유언 LIVE
세상에 속아 자살을 결심한 두 청년이 억울함을 알리고자 자살 장면을 방송하는 이야기를 그린 단편 영화이다.

## 캐스팅
유언 Live
- 구교환 : 기철 역
- 이민웅 : 민구 역

담뱃값
- 김은주 : 정무순 역
- 김예은 : 김세영 역
- 서민성 : 노숙자 역

동전 모으는 소년
- 전지환 : 외톨이 소년 역
- 김원희 : 짝사랑 소녀 역

불안
- 박미현 : 아내 역
- 박원상 : 남편 역

톱
- 유연석 : 남자 역
- 주은 : 여자 역

시트콤
- 노형욱 : 추장 역
- 윤영삼 : 아파치 역
- 윤동환 : 지배인 역
- 소유진 : 상속녀 역
- 윤승훈 : 웨이터 역

가장 빨리 달리는 남자
- 조성하 : 방랑자 역

신자유청년
- 임원희 : 임경업 역
- 손순영 : 손순영 역
- 권다현 : 이명선 역
- 이경훈
- 진중권 (특별출연)
- 이명선 (특별출연)
- 양해훈 (특별출연)
- 유운성 (특별출연)

Penny Lover
- 조원선 : 여자 역
- 최시형 : 그녀석 역
- 박현준 : 남자 역

백 개의 못, 사슴의 뿔
- 오달수 : 공장 사장 역
- 조은지 : 미숙 역